# Lámina retardadora
Un retardador o lámina de onda es un dispositivo óptico que altera el estado de polarización de una onda de luz viajando a través de él.
Funciona produciendo un desfase entre las dos componentes perpendiculares de polarización. Un retardador típico es, simplemente, un cristal birrefringente como el espato de Islandia, con un espesor cuidadosamente elegido. El cristal se corta de modo que el eje extraordinario es paralelo a la superficie de la lámina. Cuando el índice de refracción extraordinario es más pequeño que el ordinario, como en la calcita, el eje extraordinario se llama eje rápido y el ordinario, eje lento. La luz polarizada en el eje rápido se propaga más rápidamente que en el eje lento. Así, dependiendo del espesor del cristal, la luz que entra con los componentes de polarización en ambos ejes, saldrá en un estado de polarización distinto. Un retardador se caracteriza por el desfase, Gamma, que introduce entre las dos componentes, que se relaciona con la birrefringencia Δn, y con el espesor L del cristal por la fórmula

{\displaystyle \Gamma =2\pi \,\Delta n\,L/\lambda .}

Por ejemplo, una lámina de cuarto de onda introduce un desplazamiento de un cuarto de onda o 90 grados, y puede transformar la polarización lineal en polarización circular y viceversa. Esto se hace ajustando el plano de la luz incidente de modo que forme un ángulo de 45° con el eje rápido (sin retardo), dando así igual amplitud para la onda ordinaria que para la extraordinaria.

{\displaystyle d=\lambda _{0}/4(n_{1}-n_{2})}

El otro tipo común de retardador es la lámina de media onda, que retarda una polarización en media longitud de onda o 180 grados. Este tipo de retardador rota la dirección de la luz polarizada.
Por último, también existen láminas de onda completa, que eliminan por completo una longitud de onda determinada (generalmente la correspondiente al color verde) 
Debido a la dispersión, la diferencia de fase que introduce un retardador depende de la longitud de onda de la luz.

## Tipos de lámina

### Lámina de media onda

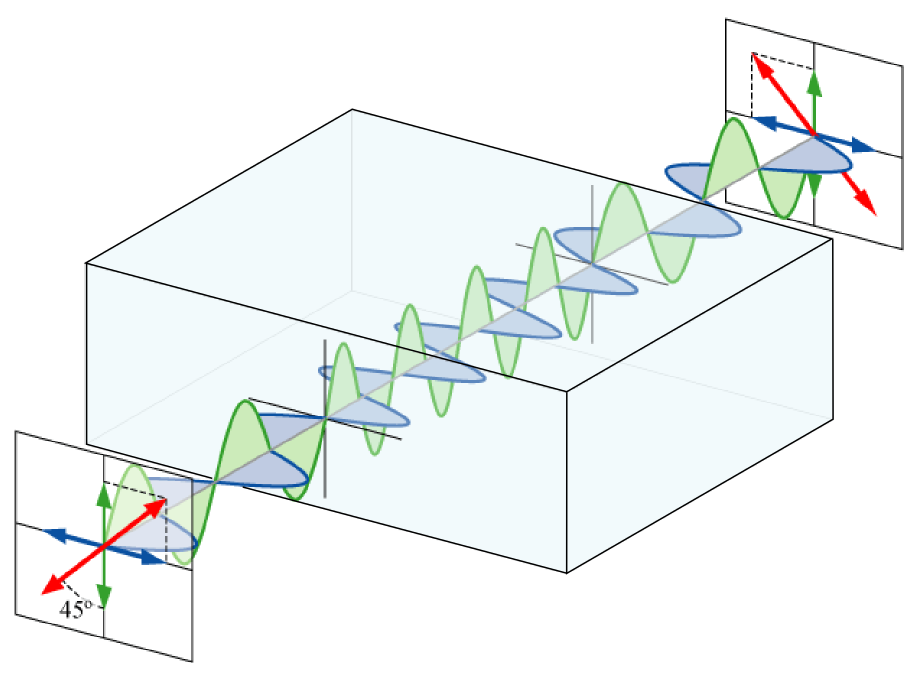
Una onda pasando a través de una lámina de media onda.

Para una lámina de media onda, la relación entre L, Δn, y λ0 se elige de manera que el desplazamiento de fase entre componentes de polarización es Γ = π. Supóngase que una onda polarizada linealmente con el vector de polarización {\displaystyle \mathbf {\hat {p}} } es incidente sobre el cristal. La variable θ denota el ángulo entre {\displaystyle \mathbf {\hat {p}} } y {\displaystyle \mathbf {\hat {f}} }, donde {\displaystyle \mathbf {\hat {f}} } es el vector longitudinal del eje sin retardo de la lámina de media onda. Por su parte, z denota el eje de propagación de la onda. El campo eléctrico de la onda incidente es
{\displaystyle \mathbf {E} \,\mathrm {e} ^{i(kz-\omega t)}=E\,\mathbf {\hat {p}} \,\mathrm {e} ^{i(kz-\omega t)}=E(\cos \theta \,\mathbf {\hat {f}} +\sin \theta \,\mathbf {\hat {s}} )\mathrm {e} ^{i(kz-\omega t)},}
donde {\displaystyle \mathbf {\hat {s}} } se encuentra a lo largo del eje de la lámina de la onda retardada. El efecto de la lámina de media onda es introducir un término de desplazamiento de fase eiΓ = eiπ = −1 entre las componentes f y s de la onda, de modo que la onda al salir del cristal viene dada por
{\displaystyle E(\cos \theta \,\mathbf {\hat {f}} -\sin \theta \,\mathbf {\hat {s}} )\mathrm {e} ^{i(kz-\omega t)}=E[\cos(-\theta )\mathbf {\hat {f}} +\sin(-\theta )\mathbf {\hat {s}} ]\mathrm {e} ^{i(kz-\omega t)}.}
Si {\displaystyle \mathbf {\hat {p}} '} denota el vector de polarización de la onda que sale de la lámina de media onda, entonces esta expresión muestra que el ángulo entre {\displaystyle \mathbf {\hat {p}} '} y {\displaystyle \mathbf {\hat {f}} } es −θ. Evidentemente, el efecto de la lámina de media onda es reflejar el vector de polarización de la onda a través del plano formado por los vectores {\displaystyle \mathbf {\hat {f}} } y {\displaystyle \mathbf {\hat {z}} }. Para la luz polarizada linealmente, esto es equivalente a decir que el efecto de la lámina de media onda es rotar el vector de polarización un ángulo de 2θ; sin embargo, para la luz polarizada elípticamente la lámina de media onda también tiene el efecto de invertir la quiralidad de la luz.

### Lámina de cuarto de onda

Dos ondas que difieren en un cuarto de onda sobre el mismo eje.

Generación de una polarización circular usando una lámina de cuarto de onda y un filtro polarizador.

Para una lámina de cuarto de onda, la relación entre L, Δn, y λ0 se elige de manera que el desplazamiento de fase entre componentes de polarización es Γ = π/2. Supóngase ahora que una onda polarizada linealmente es incidente sobre el cristal. Esta onda se puede escribir como
{\displaystyle (E_{f}\mathbf {\hat {f}} +E_{s}\mathbf {\hat {s}} )\mathrm {e} ^{i(kz-\omega t)},}
donde f y s son respectivamente los ejes sin retardo y "con retardo de la lámina de cuarto de onda, la onda se propaga a lo largo del eje z, y Ef y Es' ' son reales. El efecto de la lámina de cuarto de onda es introducir un término de desplazamiento de fase eiΓ = eiπ/2 = i entre las componentes de la onda f y s, de modo que al salir del cristal la onda se define ahora por
{\displaystyle (E_{f}\mathbf {\hat {f}} +iE_{s}\mathbf {\hat {s}} )\mathrm {e} ^{i(kz-\omega t)}.}
y la onda está polarizada elípticamente.
Si se elige el eje de polarización de la onda incidente a 45 ° con los ejes con y sin retardo de la lámina de onda, entonces Ef = Es ≡ E, y la onda resultante al salir de la lámina de onda es
{\displaystyle E(\mathbf {\hat {f}} +i\mathbf {\hat {s}} )\mathrm {e} ^{i(kz-\omega t)},}
y la onda está polarizada circularmente.
Si se elige el eje de polarización de la onda incidente de modo que forme 0° con los ejes con o sin retardo de la lámina de onda, entonces la polarización no cambia, por lo que sigue siendo lineal. Si el ángulo está entre 0° y 45 °, la onda resultante tiene una polarización elíptica.
La generación de una polarización circular puede parecer extraña a priori, pero es más sencillo imaginársela como la suma de dos polarizaciones lineales con una diferencia de fase de 90°. La salida depende de la polarización de la entrada. Suponiendo la polarización en ejes X e Y paralelos al eje sin retardo y con retardo de la lámina de onda:
La polarización del fotón entrante (o haz de fotones) se puede resolver como dos polarizaciones en los ejes X e Y. Si la polarización de entrada es paralela al eje sin retardo o al eje con retardo, entonces no hay polarización del otro eje, por lo que la polarización de salida es la misma que la de entrada (sólo se produce un desplazamiento de fase positivo o negativo). Si la polarización de entrada es de 45° con respecto a los dos ejes de la lámina, la polarización de los ejes es igual. Sin embargo, la fase de la salida del eje retardado se retrasará 90° con respecto a la salida del eje sin retardo. Si no se muestra la amplitud si no los valores de los senos combinados, entonces X e Y describen un círculo. Con valores angulares de 0° y de 45° para el eje sin retardo y para el eje con retardo, la salida resultante estará polarizada elípticamente.

### Lámina de onda completa, o lámina de tinte sensible
Una lámina de onda completa introduce una diferencia de fase entre las dos direcciones de polarización de exactamente una longitud de onda de la luz verde (longitud de onda = 540 nm). Esto significa que la luz blanca que pasa a través de la lámina, y que es polarizada linealmente tendrá esta longitud de onda verde completamente extinguida, pero todavía conserva los otros colores. En estas condiciones la lámina aparecerá con un intenso tono rojo-violeta, a veces conocido como tinte sensible. Esto da lugar a los nombres alternativos de lámina de tinte sensible o (menos comúnmente)  lámina de tinte rojo. Estas láminas se utilizan ampliamente en mineralogía para hacer más fácil la identificación óptica de minerales en láminas delgadas.